# إيدوكيا مكرمبولتيسا
إيدوكيا مكرمبولتيسا أو ايدوكيا مجرمبولتيسا (باليونانية: Ευδοκία Μακρεμβολίτισσα) (ولدت 1021، وتوفيت 1096) هي الزوجة الثانية للأمبراطور البيزنطي قسطنطين العاشر دوكاس. وبعد وفاته في عام 1067 تزوجت من رومانوس ديوجينيس، وهو أحد أعضاء الأرستقراطية البيزنطية المحاربة، فتبوأ رومانوس عرش الإمبراطورية وتسمى «رومانوس الرابع ديوجينيس». بالإضافة إلى ذلك هي ابنة أخ ميخائيل كيرولاروس بطريرك القسطنطينية.

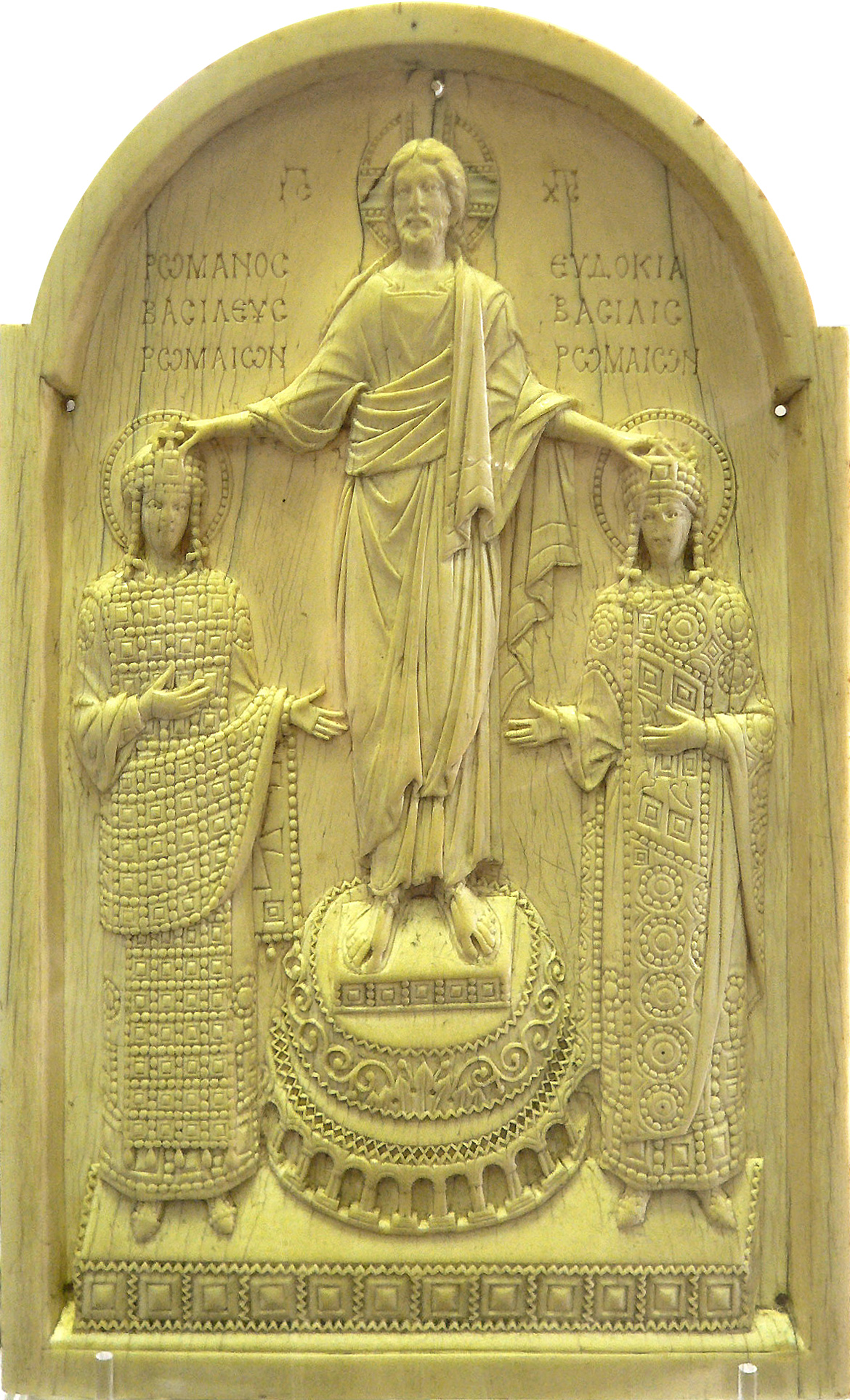
الامبراطور رومانوس ديوجين عندما كان يلبس زوجته التاج، من مكتبة فرنسا الوطنية

## حياتها
تزوجت ايدوكيا بقسطنطين العاشر دوكاس قبل عام 1050. وكان لها سبعة اولاد من قسطنطين، توفي احداهما في سن مبكرة.وقد ولد كل من قسطنطين دوكاس وزوى دوكاينا عقب تولى قسطنطين الأمبراطورية البيزنطية. وبعد وفاة قسطنطين عام 1067 أخذ لقب قيصر أوغوستا، وتولى بعده ميخائيل السابع حكم البلاد. وعلى الرغم من حكم ميخائيل السابع للبلاد في سن شيخوخة، إلا أنه أعلن اشتراك حكم الإمبراطورية مع أخوه الأصغر، ولكنه ترك إدارة حكم البلاد إلى ايدوكيا.
وعندما كان قسطنطين على فراش الموت أقسم على عدم زواجه مره أخرى. وقد تولى رومانوس ديوجين مرتبة عالية بالجيش البيزنطي. وفي عام 1067 وفي نفس العام قام اولاد الإمبراطور البيزنطى قسطنطين باعتقاله في السجن من أجل إعدامه للسيطرة على حكم الإمبراطورية. ومن اجل انهاء خطر الغزو الواقع على حدود المدن الشرقية، وقام كل من يانيس دوكاس، بطريك القسطنطينية،يانيس الثامن وميخائيل السابع بنقض الاتفاق الذي قع بينهما.
وفي 1 أكتوبر 1068 تزوجت برومانوس ديوجين، الذي أُعلن إمبراطورًا في أعقاب ذلك، وحمل اسم «رومانوس الرابع ديوجينيس».
ولكن زوجها كان غير سعيد كشخصية محاربة بسبب ابعاده عن التصرف في إدارة الحكم بمرور الوقت. وأثناء المعركة في ميدان مالزجرت قام السلاجقة بأثر زوجها، وبذلك عادت إدارة الحكم إلى ادوكيا وميخائيل. وبسبب ما عاشه رومانوس استمر في رغبته بالعودة إلى القسطنطينة.ترك يانيس دوكاس وفارج الأدارة إلى ميخائيل، واضطروا بذلك إلى أغلاق الدير.
وفي عام 1078 بعد ترك نيكوفورس الثالث، وميخائيل السابع للحكم، استدعى الإمبراطور الجديد ادوكيا للزاوج بها. ولكن عارض يانيس دوكاس تنفيذ هذه الخطة. وتوفيت ايدكيا بعد ترك ألكسيوس كومينوس الأول للحكم في عام 1081.

## كتابتها
وضع قاموس للتاريخ والأساطير وكان من ضمنهم فصل للحديث عن ايدوكيا عن طريق مجموعة من القصص سميت ب (Ἰωνιά). ومن ناحية أخرى، عولجت قصة زوجها رومانوس ديوجي، وفي هذه الدراسة (تم ذكر الكثير من الذكور والاناث ابطال السلالات، والتحول في حياتهم، وفي العصور القديمة وجدت لهم الكثير من الخرافات والقصص، والتي تتحدث عن الكثير من الفلاسفة المختلفين.

## عائلتها
- - زواجها الأول من قسطنطين العاشر:

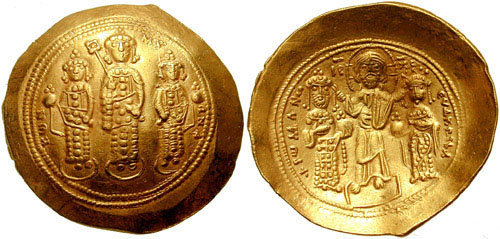
ان العملات الذهبية التي تعود إلى رومانوس السادس، ميخائيل السادس، أندرونيكس دوكاس قنسطنيوس في جانب، ومن ناحية أخرى عندما ارتدوا التاج كان رومانس السادس والسابع وايدوكيا من جانب اخر

-ميخائيل دوكاس السابع، الذي عين امبراطورا بعد والده
-أندرونيكوس دوكاس، 1068-1078 الإمبراطور المشترك في هذه الفترة
-انا دوكاينا، راهبة
-تيودرا انا دوكيانا سيلفو، تزوجت بالفنيسى دوجى دومينيكو
-زوى دوكيانا، تزوجت بالإمبراطور أدرياننوس كومنينوس أخ الإمبراطور ألكسيوس كومنينوس الأول
- - زواجها الثانى من رومانوس ديوجين السادس:

-نيكفورس ديوجين
-ليو ديوجين
ميهايلا بيسلوس كانت قريبة جدا إلى العائلة وكانت ايدوكيا هي عمتها. ووفقا إلى بيسلوس فقد كانت ايدوكيا نبيلة، وجميلة جدا وكانت واحدة من المفكرين العظماء.

## سيرتها الذاتية
-ألكسندر كازهدران (1991) قاموس أكسفورد التابع لبيزنطة، مطبعة جامعة اكسفورد (طباعة رقم 978-0-504652-6)
-ليندا جارلاند، الامبراطورات البيزنطيات، المرأة والسلطة في بيزنطة، (527-1204)، روتليدج (1999)
-سميث، قاموس اليونانية والرومانية للسيرة والأساطير (1867)